# Yves Joseph de Kerguelen de Trémarec

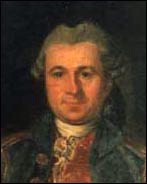
Yves Joseph de Kerguelen de Trémarec

Yves Joseph de Kerguelen de Trémarec (* 13. Februar 1734 in Landudal; † 3. März 1797 in Paris) war ein französischer Marineoffizier, Seefahrer und Entdecker. Er segelte auf zwei Expeditionen zwischen 1771 und 1774 durch den südlichen Indischen Ozean, um zu dem vermuteten Südkontinent Terra Australis zu gelangen. Dabei entdeckte er am 12. Februar 1772 eine Inselgruppe, welche er als La France Australe („Frankreich des Südens“) bezeichnete. James Cook, der die Inseln 1776 aufsuchte, gab ihnen nach dem Erstentdecker den Namen Kerguelen-Inseln.

## Familie
Kerguelen entstammte einer alten, aber nur wenig wohlhabenden bretonischen Adelsfamilie. Seine Eltern waren Guillaume-Marie de Kerguelen (1701–1750), Offizier im seinerzeit als Régiment du Piémont bezeichneten dritten Infanterieregiment und Kommandeur eines Bataillons der Küstenwachmiliz, sowie Constance-Rose Morice de Beaubois (1702–1746). Er hatte eine jüngere Schwester, Marie-Anne Catherine (1736–1810), die 1759 Louis-Charles Poillot de Marolles heiratete.

## Offizier in der französischen Marine
Nach Abschluss der Schule am Jesuitenkolleg von Quimper trat er 1750 in Brest als Seekadett, damals als Gardes de la Marine bezeichnet, der königlich französischen Marine bei. Diese Ausbildung sollte ihn auf eine Karriere als zukünftiger Offizier vorbereiten. Bereits nach vier Jahren, und obwohl es ihm seinem Range nach eigentlich nicht zugestanden hätte, war er als Adjutant an der Neuvermessung der Küste rund um Brest beteiligt. Im Jahr darauf wurde er Mitglied der ebenfalls in Brest beheimateten Académie de marine.
Nachdem er sein Offizierspatent erlangt hatte, leistete er Dienst auf verschiedenen Schiffen, darunter waren Le Prothe, Le Tigre, L’Algonkin sowie die Fregatten L’Héroine und L’Émeraude. Zeitweise war er auch als Hafenoffizier im Hafen von Brest in der Funktion eines Leutnants der Artillerie tätig. Im Jahre 1757 wurde er in einer Garnison in Dünkirchen stationiert. Dort lernte er seine Ehefrau Marie-Laurence de Bonte kennen, die aus einer flämischen Familie stammte. Beide heirateten im Jahre 1758. Mit ihr sollte er einen Sohn haben, Charles Jean Yves Marie (1767–1843).
Von Dünkirchen aus wurde er auf der Sage eingesetzt, einem Schiff mit 56 Kanonen und 450 Besatzungsmitgliedern, und nahm mit ihr, wie auch bei einigen der vorangegangenen Fahrten, an den Auseinandersetzungen des Siebenjährigen Krieges in Nordamerika teil. Kerguelen übernahm das Kommando des Schiffes Anfang 1761. Von März bis Juli dieses Jahres führte er eine Fahrt zu den Westindischen Inseln durch, wo er sein Interesse für die Hydrographie entdeckte. 1763 führte er Seevermessungen entlang der bretonischen Küste durch. Nachdem ihn die vorangegangenen Jahre in die verschiedensten Gebiete der Weltmeere geführt hatten, wurde er nun für die nächste Zeit an Land eingesetzt.
Im Juni 1765 endete der Beschuss der an der marokkanischen Küste gelegenen Piratenstadt Larache durch die französische Marine in einem Desaster. Die Gegner nahmen sieben Schiffe ein sowie 48 Franzosen gefangen, etwa 200 wurden getötet. Der Ablauf der Aktion, bei der mehrere kleinere Schiffe den Oued Loukos hinaufgesegelt und dort unter Beschuss geraten waren, regte Kerguelen an, einen neuen Schiffstyp zu entwerfen, ein Kanonenboot mit niedrigem Tiefgang, den er als Corvette-cannonière bezeichnete. Das erste dieser Schiffe, die Lunette, nahm unter dem Kommando von Armand de Kersaint 1767 an einer weiteren Kriegsfahrt gegen die marokkanische Küste teil.

## Fahrten in den Nordatlantik 1767–1768
Im Januar 1767 erhielt Kerguelen das Kommando über die Folle, eine ältere, mit 26 achtpfündigen Kanonen und zweihundert Mann Besatzung ausgestattete Fregatte. Mit dieser sollte er, auf Anweisung des Marineministers Praslin, die nordatlantischen Gewässer rund um Island, das seinerzeit noch Teil Dänemarks war, ansteuern. Dort beschäftigten sich französische Fischereiboote während des Sommerhalbjahres mit dem Fang von zu Stockfisch verarbeitbaren Fischen. Kerguelen sollte diese Fischer unterstützen und vor Übergriffen beschützen, aber auch für die Einhaltung der Bestimmungen durch die Fischer sowie gegebenenfalls für Ordnung zwischen den Booten selbst sorgen. Das Hauptproblem lag dabei darin, dass die dänische Krone einige Jahre zuvor ein Monopol für den Fischfang vor der Küste Islands an eine private Gesellschaft vergeben hatte. Damit verbunden war gleichzeitig auch die Genehmigung, ausländische Schiffe, welche dagegen verstießen, aufbringen zu lassen. Drei Jahre zuvor hatte diese auch tatsächlich zwei französische Boote beschlagnahmen und anschließend verkaufen lassen und erst nach einer diplomatischen Intervention die Eigentümer entschädigt.
Nachdem das Schiff so weit ausgerüstet worden war, stach Kerguelen Mitte April von Brest aus in See. Sein Kurs führte ihn an der Mizen-Halbinsel und den Skelligs im Südwesten Irlands vorbei. Am elften Mai kamen die Ausläufer des Vulkans Hekla und die Westmänner-Inseln in Sicht. Die Folle folgte nun der isländischen Küste in westlicher Richtung und traf an verschiedenen Stellen auf Fischer vornehmlich französischer und niederländischer Herkunft, ohne dass sich Besonderes ereignet hätte. Am 22. Mai zwang ein heraufziehender Sturm Kerguelen, in Patriksfjord vor Anker zu gehen. Dort hielt er sich einige Tage auf, um die Umgebung zu erkunden. Infolge eines Sturmes am 29. Mai kamen 36 französische und niederländische Fischereischiffe, teilweise schwer beschädigt, ebenfalls in den Hafen. Kerguelen ließ seine Mannschaft Hilfe bei der Reparatur der Boote leisten und gab gleichzeitig die Mitteilung heraus, dass er sich noch einige Zeit in Patriksfjord aufhalten werde, um gegebenenfalls weitere Unterstützung zu leisten.
Kerguelen waren drei landeskundliche Beschreibungen Islands bekannt: diejenigen von Isaac de La Peyrère aus dem Jahre 1663, Johann Anderson von 1746 sowie Peder Nielsen Horrebow von 1752. Da er diese für unvollständig, fehlerhaft und sich teilweise widersprechend hielt, nutzte Kerguelen die Zeit seines Aufenthaltes, um in längeren Gesprächen mit Eggert Ólafsson (in seinem späteren Reisebericht als Olave bezeichnet), der schon etliche Jahre in Patriksfjord ansässig und nach Kerguelens Meinung von hoher Gelehrsamkeit war, weitere Informationen zur isländischen Natur und Kultur zu sammeln und damit, in Verbindung mit seinen eigenen Beobachtungen, die bestehenden Wissenslücken zu füllen.

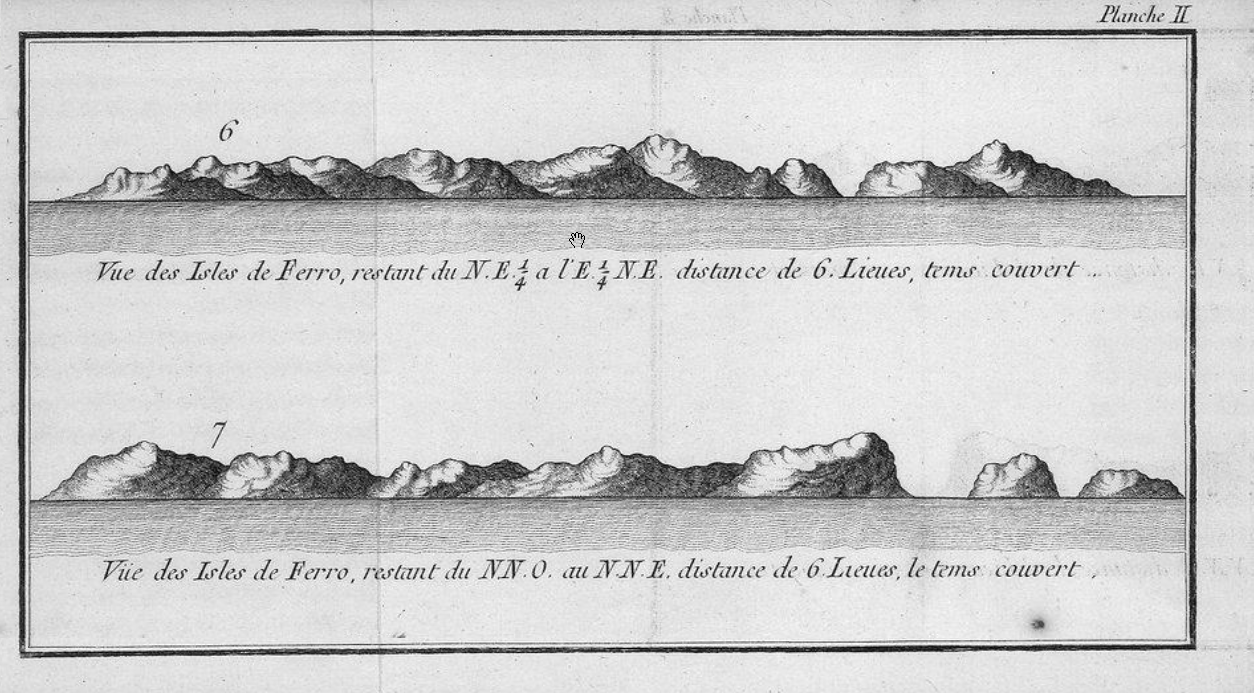
Die Färöer-Inseln, wie Kerguelen sie sah

Am 15. Juni verließ die Folle den Hafen und setzte ihre Reise in nördlicher Richtung fort. Seine Absicht war, entlang der Nordküste Islands über die Insel Grímsey und die Halbinsel Langanes die Nordsee zu erreichen. Diese wollte er überqueren und den norwegischen Hafen Bergen ansteuern, um Proviant zu übernehmen und das Schiff ausbessern zu lassen. Am Cap Nord, einem der Ausläufer der Halbinsel Hornstrandir, der heute als Horn bezeichnet wird, war Schluss: Kerguelen sah sich einer Fläche mit Packeis gegenüber, die er mit seinem Schiff, das er für ungeeignet einschätzte, nicht zu durchfahren wagte. Herbeigerufene Fischerboote, die ihm einen Weg durch das Eis suchen sollten, konnten auch nicht weiterhelfen, und so kehrte die Folle um. Er besuchte die als Vogelinsel bezeichnete Insel Eldey und nahm auch eine Reihe von Buchten an der isländischen Westküste auf. Nächste Ziele waren die Faroer-Inseln, die Kerguelen am 27. Juni in Sichtweite hatte. Er steuerte anschließend zwischen den Inselgruppen Orkney und Shetland hindurch, nahm dabei die Insel Fair auf und erreichte schließlich die norwegische Küste. Am 5. Juli ging die Folle im Hafen von Bergen vor Anker.
In Bergen hielt sich Kerguelen deutlich länger auf als geplant, denn er wollte auf dem Rückweg nach Island die nördlichen Seewege zu der norwegischen Stadt erkunden. Der dafür benötigte Südwind ließ allerdings bis zum 10. August auf sich warten. Sieben Tage später erreichte er Langanes an der isländischen Nordküste. Da er dort nur vereinzelte französische Fischerboote antraf und es ansonsten nichts für ihn zu tun gab, begann er auch diesen Teil der Küste und die dortigen Buchten und Landeplätze aufzunehmen und zu beschreiben. Die zuerst auf niederländischen, später auch auf anderen Seekarten verzeichnete Insel Enchuysen östlich von Island, tatsächlich eine Phantominsel, wollte er ebenfalls aufsuchen, konnte sie aber im angegebenen Gebiet natürlich nicht entdecken.

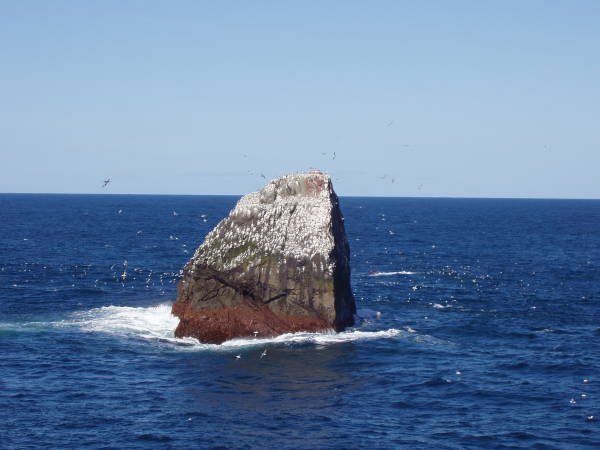
Einsam im Atlantik: die Felseninsel Rockall

Als Ende August der Zeitpunkt gekommen war, an dem die französischen Fischer ihre Fangsaison beendeten und sich auf den Weg in ihre Heimathäfen machten, war auch die Mission der Folle beendet. Auf dem Heimweg kam Kerguelen an dem einsam im Meer gelegenen Rockall-Felsen vorbei, er nahm diesen sowie das nahegelegene Helen’s Reef in seinen Bericht auf. Am 9. September traf die Folle in Brest ein.
Für die nächste Fangsaison erhielt Kerguelen den gleichen Auftrag wie im Jahr zuvor. Er erbat sich hierfür ein besser geeignetes Schiff und erhielt es auch: die mit 16 sechspfündigen Kanonen und 120 Mann Besatzung ausgestattete Korvette Hirondelle. Von der ersten Fahrt übernahm er die beiden ersten Stabsoffiziere Ferron und Duchâtel, als weitere Offiziere erhielt er die Herren Soyer de Vaucouleur und Bernard de Marigny zugeteilt. Ebenso wie im Jahr zuvor führte die Fahrt westlich an Irland vorbei, zunächst zu den Ausläufern des Hekla-Vulkans. Nach einem weiteren Besuch der Insel Eldey und einem mehrtägigen Aufenthalt in Patriksfjord, wo er abermals französischen Fischern logistische Hilfe leistete, segelte das Schiff nach Bergen zur Proviantaufnahme und dann an die isländische Nordküste. Auf dem Rückweg nach Frankreich wählte Kerguelen diesmal den Weg über die Nordsee. Hierbei ließ er im Bereich der Doggerbank Messungen vornehmen. Nach zwei Aufenthalten in Ostende und Dünkirchen erreichte die Hirondelle am 29. September Brest. Militärische Zwischenfälle hatte es auch diesmal nicht gegeben.

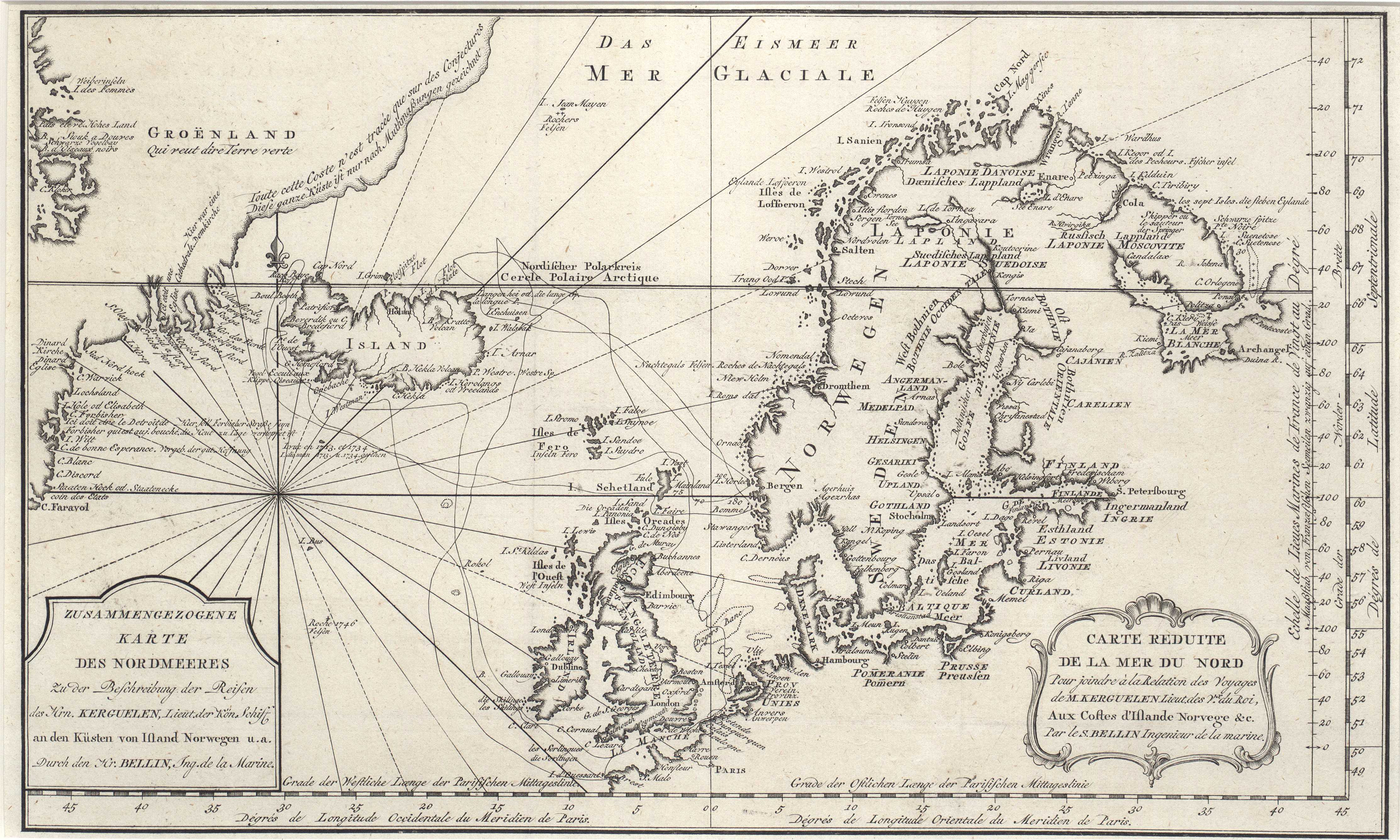
Seekarte von Bellin mit Kerguelens Route

Kerguelen hatte auf den beiden Fahrten jede ihm sich bietende Gelegenheit genutzt, um Messungen der Meerestiefe, der Strömungs- und Windverhältnisse sowie der geographischen Lage vornehmen zu lassen, und auch gezielt Orte angesteuert, von denen er annahm, dass sie auf den ihm vorliegenden Karten unvollständig oder fehlerhaft verzeichnet waren. Sein Werk enthält mehrere Stiche von Küstenansichten sowie Detailkarten einzelner kleinerer Seegebiete, die er ausgiebig aufnehmen ließ; seine gesammelten Messungen führten zu einer deutlichen Verbesserung der Seekarten der von ihm befahrenen Gebiete. Seine Beobachtungen sowie die Ergebnisse der Gespräche, die er mit verschiedenen vor Ort ansässigen Menschen führte, schrieb er ebenfalls nieder, teilweise ergänzt durch erläuternde Bilder: einige ausführlich, wie etwa seine landeskundlichen Betrachtungen zu Island und Grönland oder zum Volk der Lappen, andere als kurze Reflexionen wie etwa zu Entstehung und Bewegung von Eisbergen oder der Ursache des Polarlichts. Auch wenn diese durch Kerguelens persönliche Ansichten teilweise gefärbt waren und damit wissenschaftlichen Standards nicht unbedingt genügten, darüber hinaus auch stark auf den Erzählungen Dritter basierten, bieten sie trotzdem ein Bild zeitgenössischer Zustände und Strukturen und gleichzeitig Einblicke in die Sichtweisen eines wissenschaftlich interessierten französischen Marineoffiziers des 18. Jahrhunderts. Für ihn selbst sollten sie die Empfehlung für zwei großangelegte Expeditionen in den südlichen Indischen Ozean sein.

## Erste Südmeerexpedition 1771–1772

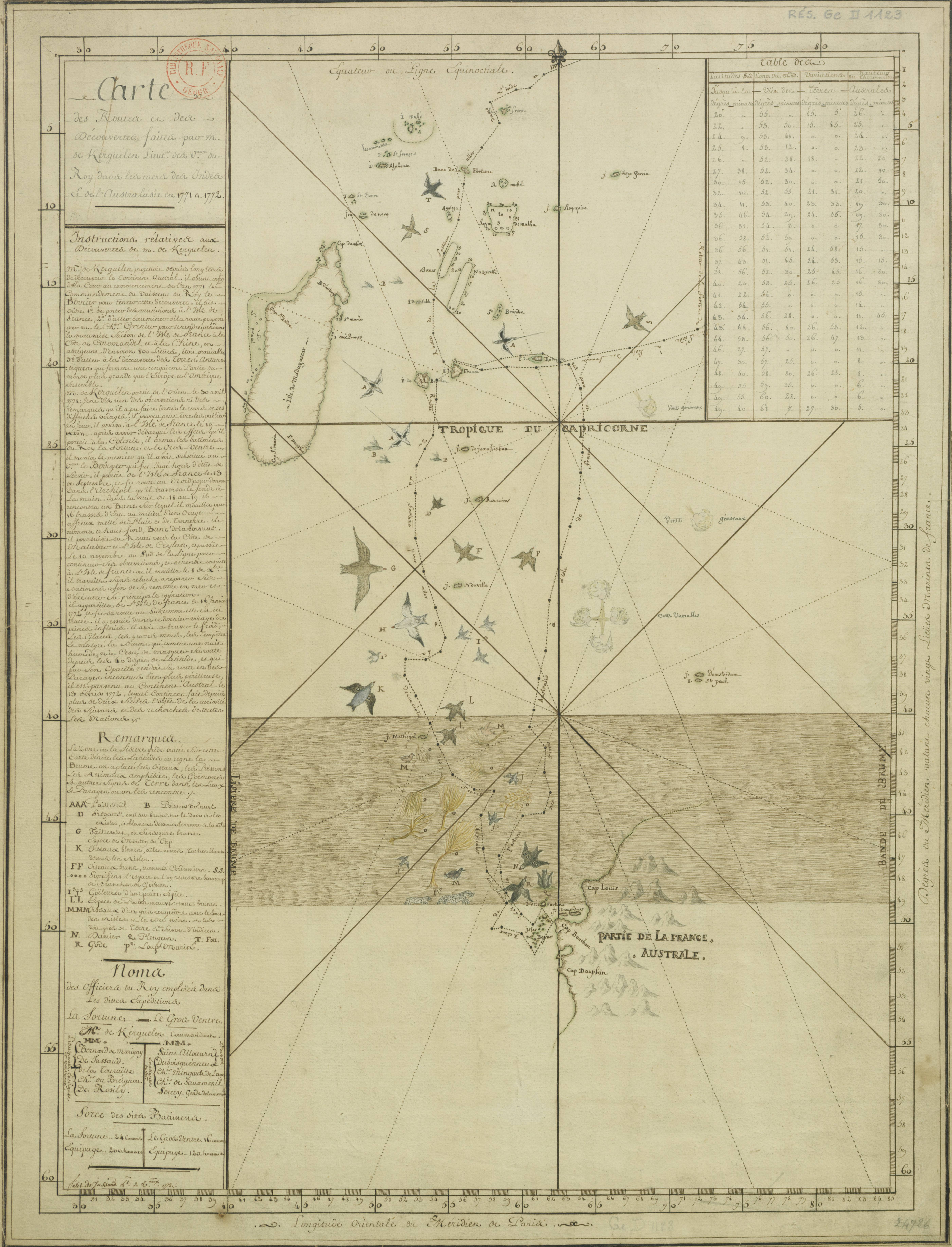
Karte der Route von Kerguelens erster Südmeerexpedition

Im Jahre 1504 hatte Binot Paulmier de Gonneville, nachdem er am Kap der Guten Hoffnung mit seinem Schiff abgetrieben war und die Orientierung verloren hatte, durch Zufall einen bewohnten, gastlichen Landstrich entdeckt und dort auch einige Zeit zugebracht. Bei der Rückreise verlor er die Logbücher mit seinen Aufzeichnungen bei einem Piratenangriff. Es war also nicht nachvollziehbar, wo er tatsächlich gewesen war. Da erst 1847 nachgewiesen werden konnte, dass er an der Küste Brasiliens gelandet war, existierte lange Zeit die Vermutung, es könne einen noch unentdeckten, bewohnbaren südlichen Kontinent geben: eine Terra Australis.
Der Verlust eines großen Teils des französischen Kolonialreiches als Folge des Pariser Friedens 1763 führte dazu, dass sich Frankreich verstärkt der Suche nach noch unentdeckten Landstrichen zuwandte, um dort neue Kolonien zu errichten oder zumindest Handelsbeziehungen aufzunehmen. Der zentrale Bereich des Indischen Ozeans war seit dem 16. Jahrhundert von verschiedenen, hauptsächlich portugiesischen Schiffen befahren worden, und weder Louis Antoine de Bougainville noch James Cook hatten bei ihren 1769 bzw. 1771 abgeschlossenen Weltumsegelungen ein entsprechendes Land entdecken können. 1739 hatte Bouvet de Lozier (1705–1786) die nach ihm benannte Bouvetinsel entdeckt und vermutet, es könnte sich um ein Vorgebirge ebendieses Kontinents handeln. All dies veranlasste die französische Krone auf Anregung von Praslin, Kerguelen im März 1771 mit einer Expedition zu beauftragen. Er sollte den südlich der Breite der Inseln Amsterdam und Sankt Paul gelegenen Teil des Indischen Ozeans durchkreuzen, um das vermutete Land nebst geeigneten Häfen ausfindig zu machen, Kontakt mit der Bevölkerung aufnehmen und das Land untersuchen, vor allem unter dem Gesichtspunkt der Aufnahme des Handels mit der dortigen Bevölkerung.
Am 1. Mai 1771 stach die Berryer unter Kerguelen und seinem Stellvertreter Saint-Aloüarn von Lorient aus in See. Als Astronom war Alexis-Marie de Rochon (1741–1817) mit an Bord, der spätere Erfinder des nach ihm benannten Prismas.

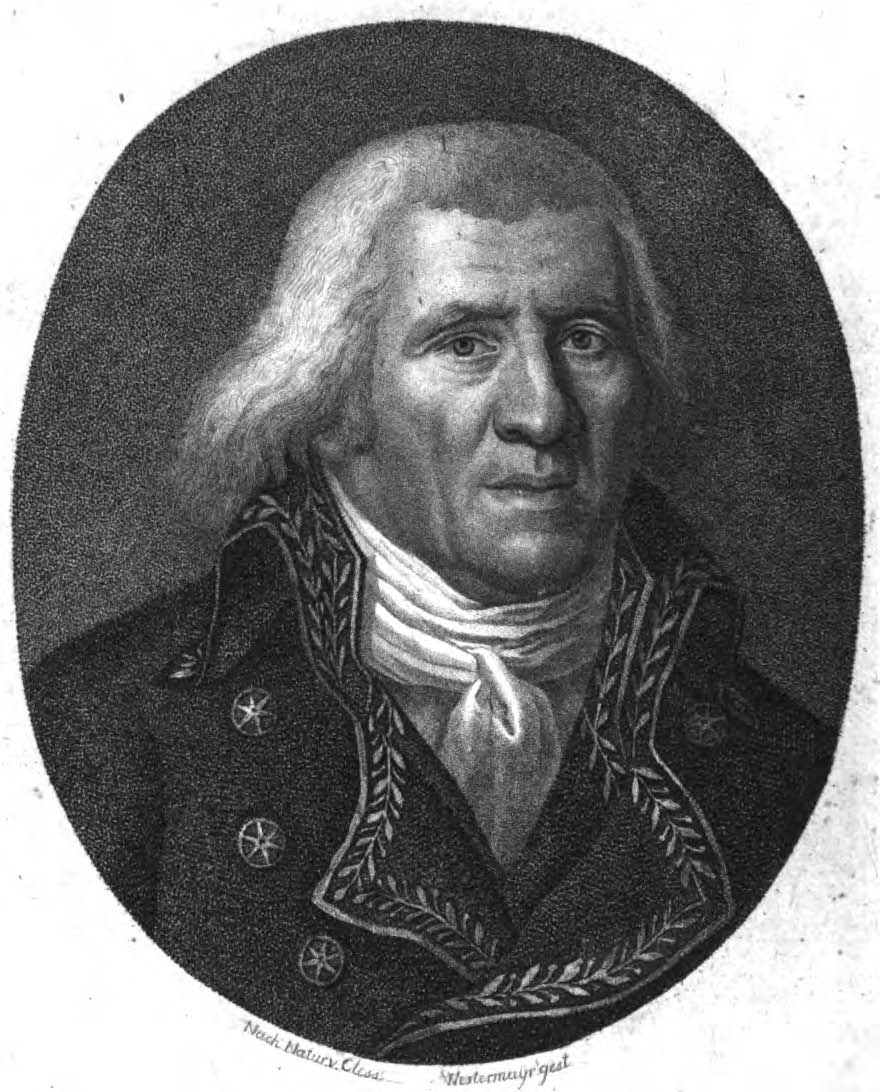
Alexis-Marie de Rochon (1741–1817)

Erstes Ziel war die seinerzeit noch als Île de France bezeichnete Insel Mauritius, deren Haupthafen Port Louis am 19. August erreicht wurde. Hier verließ Rochon die Gruppe aufgrund fachlicher und persönlicher Differenzen mit Kerguelen. Der Verwalter der Insel, Pierre Poivre, empfahl Rochon, sich stattdessen der von Marion du Fresnes beabsichtigten Expedition in die Südsee anzuschließen. Rochon beriet Fresnes auch bei der Planung, eine Teilnahme an dessen Fahrt wurde ihm aber von Gouverneur des Roches verwehrt, trotz Fürsprache von Poivre und Fresnes. Rochon unternahm nun auf eigene Faust verschiedene Erkundungsreisen, so auch nach Madagaskar. Sein Ausfall führte dazu, dass die Positionsmessungen auf der weiteren Reise mit großen Ungenauigkeiten behaftet waren.
Die Expedition tauschte die Berryer gegen eine mit 24 Kanonen bestückte Fleute namens Fortune, die unter Kerguelens Kommando verblieb, sowie die Gros Ventre, eine Gabarre mit 16 Geschützen, die Saint-Aloüarn übernahm. Beide Schiffe verließen die Île de France am 13. September, verfolgten aber zunächst einen anderen Auftrag, den Kerguelen ebenfalls erhalten hatte. Im Frühjahr des Jahres hatte der französische Marineoffizier Geron de Grenier, der selbst in der Gegend kundig war, vorgeschlagen, eine direktere Route zwischen der Île de France und dem ebenfalls zu Frankreich zählenden Hafen Pondicherry an der indischen Südküste zu suchen. Die beiden Schiffe steuerten also zunächst in nördlicher Richtung und erreichten auch die Insel Ceylon. Ungünstige Winde zwangen Kerguelen dann aber zum Abbruch des Unternehmens. Einzige Entdeckung war eine Sandbank in der Nähe der Insel Coëtivy, die den Namen Banc de Fortune erhielt. Am 8. Dezember kehrten die Schiffe nach Port Louis zurück.

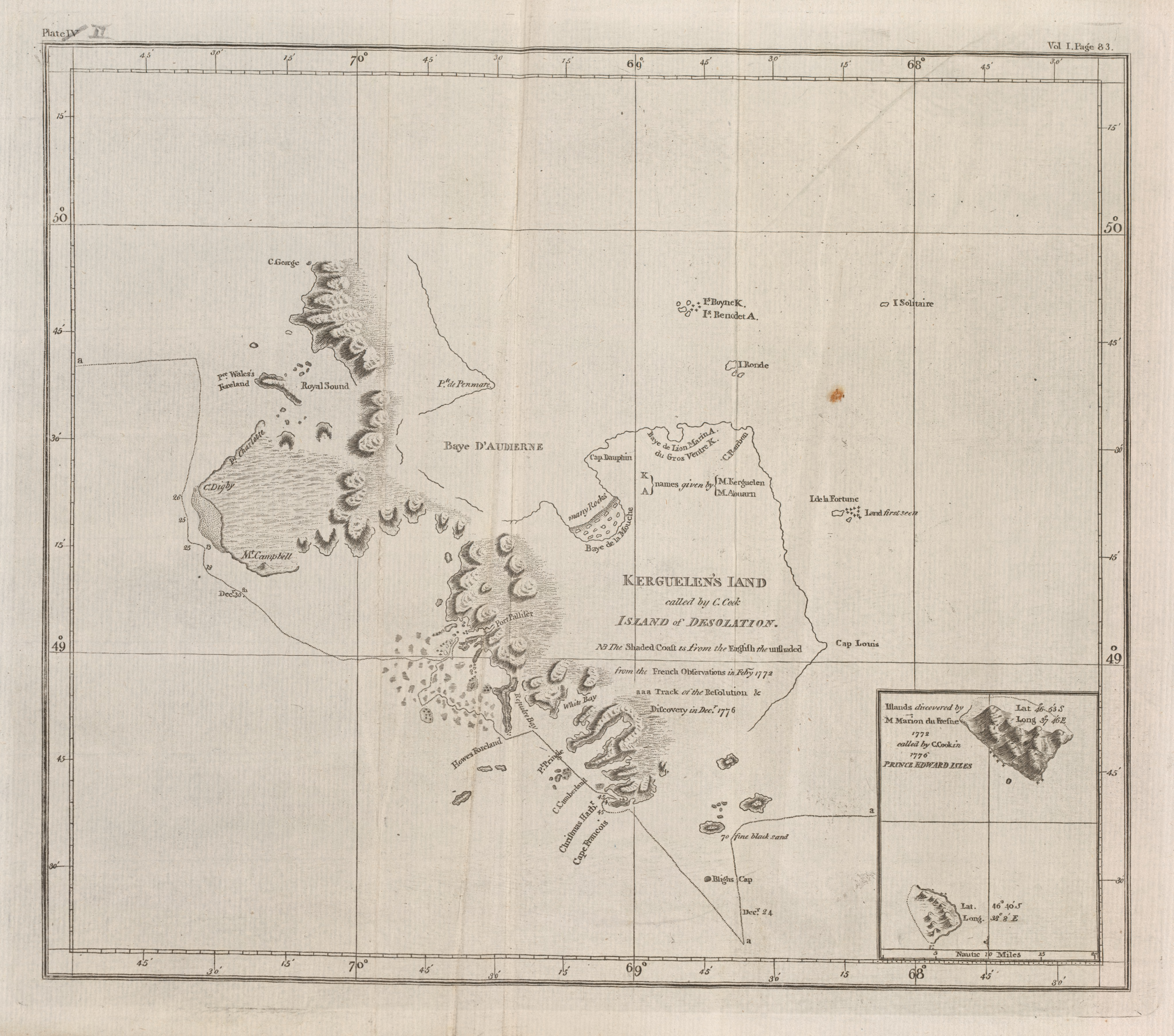
Kombinierte Karte der von Kerguelen 1772 sowie Cook 1776/77 aufgenommenen Gebiete. Norden ist unten, Westen rechts.

Am 16. Januar 1772 brach die Expedition erneut auf, diesmal in südlicher Richtung. Um den 1. Februar herum konnten sie Vögel beobachten, die auf nahes Land hinwiesen, dieses selbst konnten sie aber nicht entdecken. Tatsächlich waren es die Prinz-Edward-Inseln, welche Marion du Fresne nur wenige Tage zuvor, am 13. Januar (wieder)entdeckt hatte, die Kerguelens Schiffe aber knapp verfehlt hatten. Auf der später veröffentlichten Karte der Reise wurde diese vermutete Insel fälschlicherweise unter dem Namen Nutegat eingetragen; die gemeinte Nightingale-Insel liegt hingegen wesentlich weiter westlich.
Am 12. Februar 1772 erreichten Kerguelens Schiffe eine kleine Gruppe von Felseninseln, welche Îles de la Fortune getauft wurden, und am Tag darauf eine längere Küste. Trotz äußerst stürmischen Wetters gelang es jedem der beiden Schiffe, eine von einem jüngeren Offizier geleitete Schaluppe abzusetzen, mit dem Ziel, an Land zu gelangen. Kerguelen sah sich dann aber nicht in der Lage, mit seinem Schiff die Position beizubehalten, um sein Beiboot wieder aufzunehmen.
Wegen der schlechten Wetterverhältnisse, insbesondere aufkommenden dichten Nebels, konnte er in den nächsten Tagen weder den Kontakt zur Gros Ventre wiederherstellen noch den Ort, an dem er sein Boot abgesetzt hatte, ausfindig machen. Da auch noch Schäden am Mast zu beklagen waren und er annahm, die Gros Ventre sei genügend ausgerüstet und Saint-Aloüarn erfahren genug, die Expedition alleine fortzuführen, setzte er schließlich den Kurs in Richtung Port Louis, das er am 16. März erreichte. Immerhin schafften es beide Kapitäne, einen Teil der Südwestküste, etwa von der Île de l’Ouest bis zur Gallieni-Halbinsel, grob zu kartieren und einige Buchten, Kaps und nahegelegene Inseln mit Namen zu versehen.

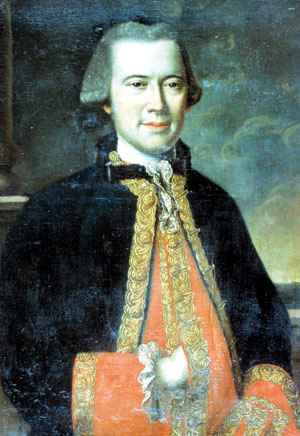
Louis François de Saint-Aloüarn (1738–1772)

Saint-Aloüarn hatte mehr Glück, und so nahm er nicht nur die eigene Gruppe unter Charles Marc du Boisguehenneuc (auch Bois Guéhenneuc geschrieben), die am Ort ihrer Landung die französische Flagge gehisst und somit das Land im Namen Frankreichs in Besitz genommen hatte, sondern auch die von der Fortune stammende unter François Étienne de Rosily-Mesros (1748–1832) auf der Gros Ventre auf.

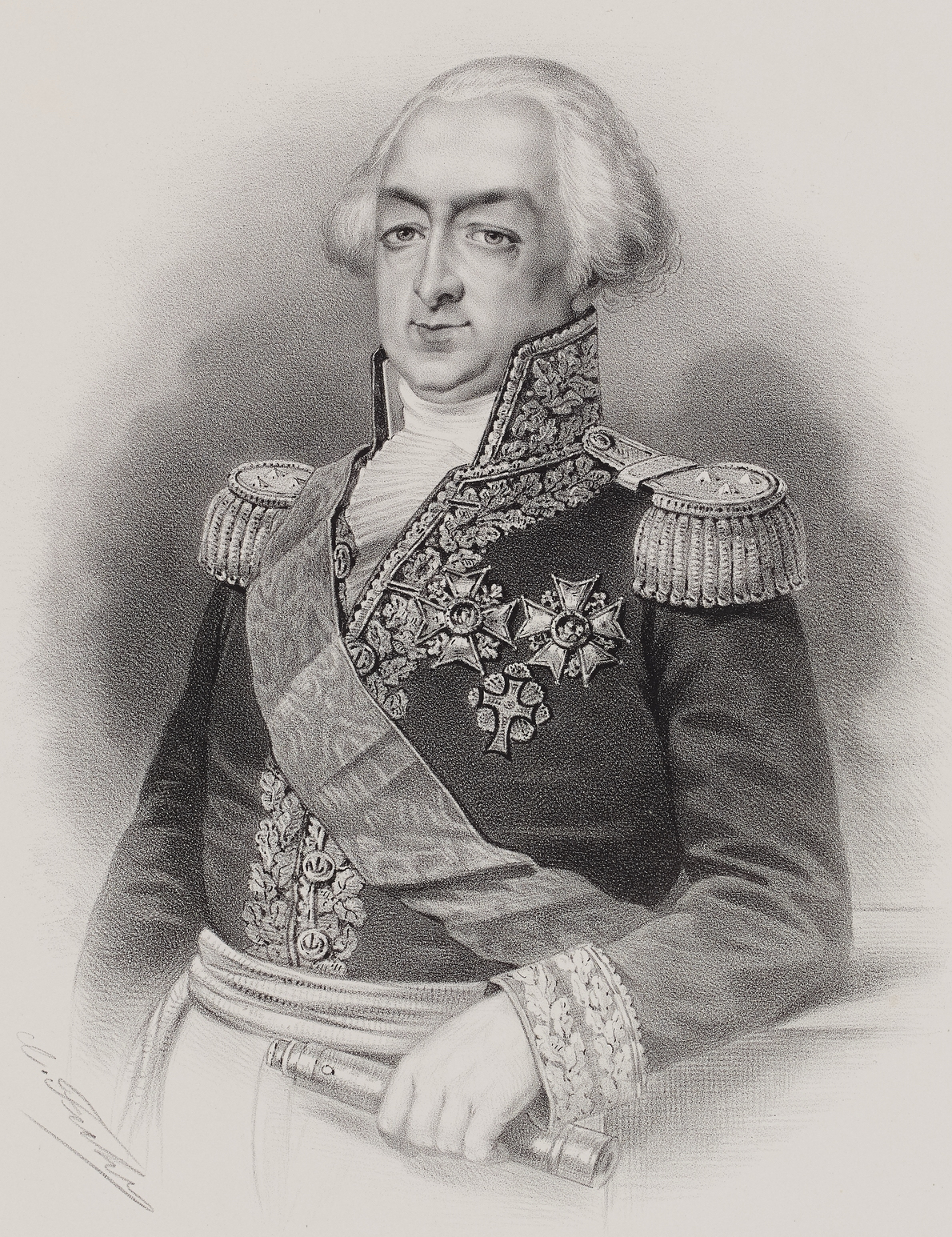
François Étienne de Rosily-Mesros (1748–1832)

Nachdem die Fortune nicht mehr auffindbar war, tat er das, was eigentlich zwischen ihm und Kerguelen für genau diesen Fall vereinbart worden war: Er segelte an einen abgesprochenen Treffpunkt am Kap Leeuwin, der südwestlichen Spitze Australiens. Am 17. März erreichte er die angrenzende Flinders Bay, konnte dort aber wegen des schlechten Wetters nicht landen und auch nicht Position beziehen. Er setzte daher Kurs in Richtung Norden und erreichte am 29. März die Shark Bay, wo er sich und seiner Mannschaft, die an Auszehrung und Skorbut litt, einige Tage der Erholung gönnte. Am 30. März ließ er eine Mannschaft unter Mengaud de la Hague an Land gehen und die nähere Umgebung erforschen. Die offizielle Zeremonie zur Beanspruchung des Landes für Frankreich fand auf der vorgelagerten Dirk Hartog Insel statt. Dort wurde die französische Flagge gehisst und auch ein offizielles Dokument und zwei Münzen in einer Flasche vergraben.
Weil Kerguelen nicht auftauchte, brach Saint-Aloüarn die Expedition schließlich am 8. April ab und verließ die Shark Bay. Über die Insel Timor und über Batavia, das heutige Jakarta, kehrte die Gros Ventre am 5. September nach Port Louis zurück – für die dortige Verwaltung sehr überraschend, hatte man das Schiff doch eigentlich schon aufgegeben. Die Mannschaft war allerdings in sehr schlechtem Zustand, denn Saint-Aloüarn hatte sich, wie auch etliche andere an Bord, unterwegs ein tropisches Fieber zugezogen. Mengaud de la Hague verstarb noch am Tage der Ankunft, Saint-Aloüarn, nach einer Phase der Erholung, am 27. Oktober 1772 an dessen Folgen. Sein Reisebericht ging der Krone zwar zu, der darin erwähnte Besitzanspruch auf Gebiete in Westaustralien sollte aber niemals eingelöst werden.

## Zweite Südmeerexpedition 1773–1774

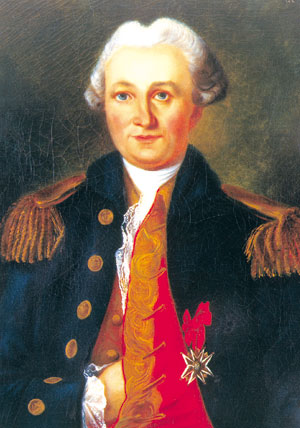
Kerguelen mit St. Louis-Orden

Unterdessen war Kerguelen nach Frankreich zurückgekehrt und ließ sich dort als Entdecker des so lange gesuchten Südkontinentes feiern, des Landes, in dem Gonneville so gastlich empfangen worden war und das er als France australe, als Frankreich des Südens bezeichnete. Er schilderte es in den blühendsten Farben, obwohl er dort keinen Fuß auf den Boden gesetzt hatte und auch den Bericht der Landungsgruppe nicht kennen konnte. Ihm wurde der Sankt-Louis-Orden verliehen und er wurde befördert. Vor allem Letzteres verschaffte ihm einige Feinde in Kreisen der Marine, insbesondere bei denen, die ebenfalls eine Beförderung erhofft hatten, aber übergangen worden waren. Gleichzeitig tauchten Vorwürfe auf, er habe Saint-Aloüarn und auch seine Landungsgruppe im Stich gelassen und sei, unter dem Vorwand eines beschädigten Schiffes, nach Frankreich zurückgekehrt, um den Ruhm der Entdeckung alleine für sich zu beanspruchen.
Gleichwohl erhielt Kerguelen den Auftrag zu einer zweiten, vertiefenden Expedition. Am 26. März 1773 lief Kerguelen aus Brest mit dem Flaggschiff Roland und der Fregatte L’Oiseau unter Charles de Rosnevet aus. Auch diesmal sollte die Île de France erstes Etappenziel und Ausgangspunkt der weiteren Unternehmungen sein.
Kerguelen sollte von dort aus zunächst Kurs auf die Insel Nutegat (also die Prinz-Edward-Inseln) nehmen und dort einen Landeplatz ausfindig machen. Nächstes Ziel sollte die Stelle sein, an der sich während der ersten Expedition Fortune und Gros Ventre aus den Augen verloren hatten. Von dort ausgehend, sollte das neu entdeckte Land erkundet und aufgenommen werden. Insbesondere sollte nach einem geeigneten Platz für die Errichtung einer Niederlassung gesucht und, sofern möglich, diese auch gleich gegründet werden. Nach Abschluss dieser Arbeiten sollte die Expedition sich dann nach Osten wenden. Zwischen dem vierzigsten und sechzigsten Breitengrad sollte sie nach weiterem Land suchen und dabei möglichst in südlicher Richtung Ausschau halten. Von Neuseeland, Van-Diemens-Land oder irgendwelchen Häfen in der Südsee sollte sich Kerguelen fernhalten. Die Rückreise sollte über Buenos Aires erfolgen, das seinerzeit noch zum spanischen Kolonialreich zählte. Dessen spanischer Gouverneur sollte Kerguelen auch gegebenenfalls unterstützen, was kein Problem darstellte, waren Spanien und Frankreich doch durch die bourbonischen Hausverträge freundschaftlich miteinander verbunden.
Als Biologe und Pharmakologe war der Naturforscher Jean-Guillaume Bruguière mit an Bord, als Astronom ein Schüler Jérôme Lalandes: Joseph Lepaute Dagelet, der später an La Pérouses Weltumsegelung teilnehmen und ebenso wie die übrigen Teilnehmer dabei umkommen sollte. Unterstützt wurde Dagelet von einem jüngeren Studenten namens Manche, der sich auf der Rückreise in einem Anfall von Wahnsinn über Bord stürzen würde. Die Teilnahme der beiden führte zu wesentlich besseren Messergebnissen als bei der ersten Reise, darüber hinaus konnten auch fehlerhafte Koordinatenangaben aus der ersten Fahrt korrigiert werden.
Die Fahrt stand von Anfang an unter keinem guten Stern. Bereits in Kapstadt musste die Expedition für vierzig Tage unterbrochen werden, da verdorbene Nahrung und faules Wasser die Mannschaft geschwächt hatten. Auf der Weiterfahrt kamen die Schiffe in einen Sturm und die Roland wurde beschädigt. Bei seiner Ankunft in Port Louis musste Kerguelen feststellen, dass sich dort die Verhältnisse geändert hatten. Gouverneur des Roches und Verwalter Poivre, die seine erste Expedition tatkräftig unterstützt hatten, waren abgelöst worden. Deren Nachfolger, Gouverneur d’Arsac de Ternay und Verwalter Maillart Du Mesle, standen der Sache ablehnend gegenüber und machten Kerguelen Schwierigkeiten, frische Verpflegung zu erhalten und seine lädierten Schiffe zu reparieren. Anstelle der 34 Mann, die er aus gesundheitlichen Gründen ersetzen musste, bekam er nur degradierte oder ebenfalls gesundheitlich angeschlagene Matrosen zugeteilt. Ternay hatte allerdings bei der Frage, ob es sich lohnen würde, die Inselgruppe aufzusuchen, einen Sinneswandel durchgemacht. Kurz nach seinem Amtsantritt 1772 hatte er sich zunächst mit dem Gedanken getragen, selbst ein Schiff, die Belle Poule, die ohnehin auf Forschungsfahrt im Indischen Ozean unterwegs war, auszurüsten und Kerguelen hinterherzuschicken, diese dann aber doch anderweitig beschäftigt. Nach der Rückkehr Saint Aloüarns wurde der Plan geändert. Stattdessen sollte die Gros Ventre, in Begleitung der Brigantine Nécessaire, dies im November 1772 übernehmen. Die Pläne wurden aber nicht umgesetzt, möglicherweise aufgrund des etwas überraschenden Todes von Saint-Aloüarn.
Andererseits wurde die Gruppe nun um ein drittes Schiff erweitert, die Korvette Dauphin unter Kapitän Ferron, der schon auf der Nordatlantikfahrt unter Kerguelen gedient hatte. Auch Rosily-Mesros, den Kerguelen auf der ersten Fahrt abgesetzt und nicht wieder hatte aufnehmen können, hatte von der erneuten Expedition erfahren und war Kerguelen auf die Île de France nachgereist, um ihn aufzusuchen.
Allen Schwierigkeiten zum Trotz wurde Kerguelens Expedition fortgesetzt. Am 27. November kamen die Schiffe an die Stelle, an der die Prinz-Edward-Inseln liegen sollten, konnten diese aber aufgrund falscher Koordinaten nicht finden. Da die Maßgabe war, sich mit der Suche nicht allzu lange aufzuhalten, wurde die Reise zügig fortgesetzt. Am 14. Dezember 1773 erreichten die Schiffe erneut die Inselgruppe. Ein geeigneter Landeplatz konnte allerdings zunächst nicht entdeckt werden. Die Schiffe begannen daraufhin, sowohl die Küste als auch die vorgelagerten Inseln zu erkunden und verschiedene Messungen vorzunehmen. Als Treffpunkt für den Fall, dass die Schiffe den Kontakt zueinander verlieren sollten, wurde eine weit im Nordwesten vorgelagerte kleine Felseninsel bestimmt, die deswegen zunächst den Namen Île de Réunion erhielt, schon kurz danach aber als Ilot du Rendez-Vous bezeichnet wurde.
Die Wetterverhältnisse waren abermals an den meisten Tagen schwierig. Trotz Regen, Schnee, Hagel und stürmischer Winde konnte bis zum 16. Januar eine Reihe von Inseln im Norden des Archipels, darunter Croÿ und Roland, heute als Îles Nuageuses zusammengefasst, kartographiert und benannt werden. Erst am 6. Januar gelang es Rosnevet, in einer Bucht, welche heute den Namen Baie de L’Oiseau trägt, eine Gruppe mit einem Boot abzusetzen, die auch den Strand erreichte und dort einen Seelöwen sowie mehrere Pinguine als Proviant erlegen konnte. Auch diesmal war es ein jüngerer Offizier, Henri Pascal de Rochegude, der eine Urkunde in einer Flasche am Landeplatz hinterlegte und damit offiziell den Landstrich im Namen Frankreichs in Besitz nahm. Kerguelen selbst hat die Inseln, die heute seinen Namen tragen, niemals betreten.
Nachdem die unwirtlichen Verhältnisse Kerguelen schließlich zum Abbruch des Unternehmens gezwungen hatten, setzte er Kurs auf die Bucht von Antongil auf der Insel Madagaskar. Dort frischte er nicht nur seine Vorräte auf, sondern leistete auch dem Abenteurer Moritz Benjowski Unterstützung bei dessen Versuch, im Namen und Auftrag Frankreichs einen Stützpunkt zu etablieren. Anschließend segelten die Schiffe in die Heimat zurück. Am 8. September gingen sie in Brest vor Anker.
Spätestens nach Kerguelens Rückkehr nach Frankreich musste jedem Interessierten klar geworden sein, dass dieser lediglich eine karge, unbewohnte Inselgruppe – vielleicht von wissenschaftlichem Interesse, aber ohne jeden wirtschaftlichen Wert – entdeckt und die Existenz eines Frankreich des Südens sich als Hirngespinst erwiesen hatte. Schließlich wurde er vor dem Kriegsgericht angeklagt, einen Teil seiner Mannschaft an einer wüsten Küste im Stich gelassen, einen blinden Passagier an Bord versteckt (gemeint war Kerguelens sechzehnjährige Geliebte Louise Louison Séguin, die er heimlich hatte an Bord bringen lassen), unerlaubten Handel an Bord eines Kriegsschiffes geduldet und überhaupt über die Natur der bei seiner ersten Fahrt gemachten Entdeckung die Unwahrheit erzählt zu haben. Im Übrigen sei er für das Scheitern der zweiten Expedition im Wesentlichen verantwortlich.
Der Prozess fand in einer stark polarisierenden Atmosphäre statt. Seit der Vorzugsbehandlung nach der ersten Reise stand er ohnehin schon in Kreisen der Marine in der Kritik. Etliche Beteiligte nutzten die Gelegenheit, ihren Anteil am Scheitern der gesamten Idee herunterzuspielen und die Gesamtschuld Kerguelen anzulasten. Es gab aber auch neutrale oder wohlwollende Äußerungen. Der von Kerguelen zurückgelassene und von Saint-Aloüarn aufgenommene Rosily-Mesros, der in der Zeit der Napoleonischen Kriege bis zum Vizeadmiral befördert werden und nach seinem Tode eine Ehrentafel auf dem Pariser Triumphbogen erhalten sollte, setzte sich in einem Schreiben für Kerguelen ein. Bruguière schilderte zwar die Schwierigkeiten, denen er sich auf seiner Reise ausgesetzt sah, und beklagte die verpassten Gelegenheiten, weitere Erkenntnisse zu sammeln, nahm Kerguelen aber gleichzeitig vor ungerechtfertigten Beschuldigungen in Schutz. Der Prozess endete schließlich am 15. Mai 1775 in einem Schuldspruch. Kerguelen wurde, unter Verlust seines Ranges, aus der Kriegsmarine ausgeschlossen sowie zu einer sechsjährigen Gefängnisstrafe verurteilt.

## Spätere Jahre

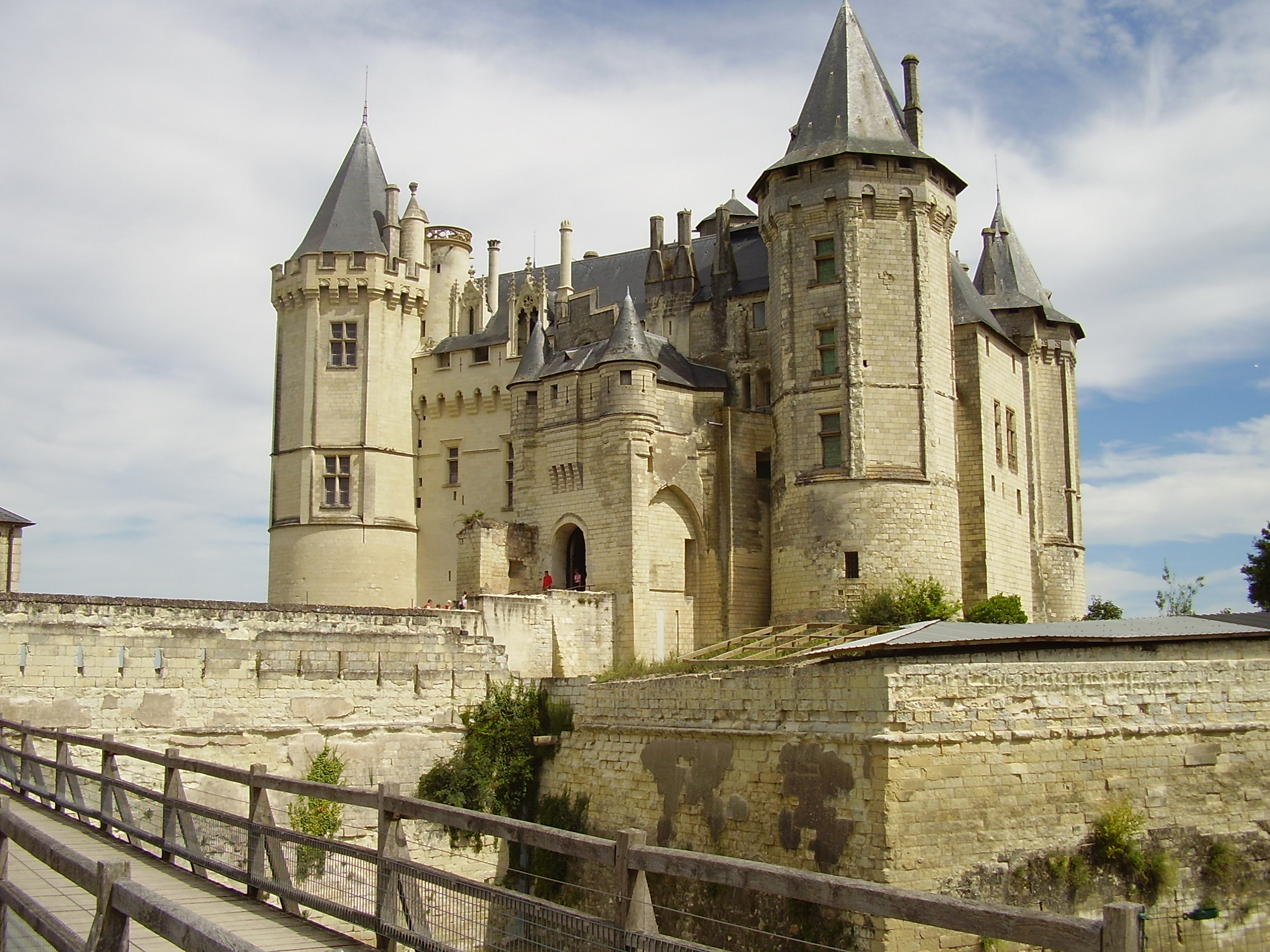
Schloss Saumur

Seine Haftstrafe musste Kerguelen im Schloss Saumur verbüßen. Die Bedingungen dort waren nicht allzu hart. So war es Kerguelen gestattet worden, seinen Diener, einen zehnjährigen dunkelhäutigen Jungen, den er in Madagaskar als Sklaven erworben hatte, nach Saumur mitzunehmen. Er nutzte die Zeit und begann mit dem Verfassen seiner Reiseberichte über die Südmeerexpeditionen. Bereits im August 1778 wurde er vorzeitig entlassen. Er rüstete anschließend in Rochefort die Comtesse de Brionne aus und beteiligte sich mit dieser als Kaperfahrer, mit einigem Erfolg, am Amerikanischen Unabhängigkeitskrieg.
1780 entschloss er sich, dieses Geschäft aufzugeben und stattdessen eine wissenschaftliche Weltumsegelung in Angriff zu nehmen. Er beantragte und erhielt auch einen Geleitbrief der britischen Admiralität für das Gebiet des britischen Weltreiches, ausgestellt am 30. Juni 1780 und mit einer Gültigkeit für vier Jahre. Am 16. Juli 1781 stach er von dem an der Mündung der Loire gelegenen Hafen Paimbœuf aus mit der Liber Navigator in See. Bereits am nächsten Tage wurde sein Schiff von der Alfred, einem britischen Kaperschiff unter dem Kapitän Thomas Walker, trotz des Geleitbriefes geentert und in den irischen Hafen Kinsale gebracht. Er selbst wurde dort auch kurzzeitig inhaftiert, konnte aber bald wieder mit einem Passagierschiff nach Frankreich zurückkehren. Eine Klage vor einem britischen Gericht blieb erfolglos: Man warf Kerguelen vor, keine wissenschaftlichen, sondern vielmehr wirtschaftliche Interessen verfolgt zu haben. Sein Ziel sei es gewesen, mit Schmuggelware an Bord zollrechtliche Bestimmungen umgehen zu wollen, Warenspekulation im Auge gehabt und außerdem Angriffe auf britische Kolonien wie St. Helena angedacht zu haben. Er habe damit gegen die Bestimmungen des Geleitbriefes verstoßen. Schiff und Ware blieben konfisziert.
In der Folgezeit verlagerte Kerguelen seine Aktivitäten in den schriftstellerischen Bereich. Er veröffentlichte 1782 ein Werk, in dem er, gemeinsam mit einer Reihe weiterer kurzer Aufsätze, die sich hauptsächlich mit Themen rund um die Seefahrt beschäftigten, die Reiseberichte seiner beiden Südmeerexpeditionen präsentierte. Hierin beschrieb er die Schwierigkeiten, denen er sich bei der zweiten Fahrt gegenübersah, und nannte dabei auch Ross und Reiter. Das Buch sollte gleichzeitig der Rechtfertigung der von ihm während der Reise getroffenen Entscheidungen dienen.
Ebenfalls 1782 erschien ein weiterer Bericht von der zweiten Expedition, verfasst von Pierre de Pagès (1748–1793), der auf der Roland an der Reise teilgenommen hatte. Obwohl an sich sehr ausführlich, ging dieses Buch an keiner Stelle auf Kerguelens Schwierigkeiten ein, es wird darüber hinaus dessen Name, immerhin Leiter der Expedition, an keiner Stelle erwähnt. Auch auf der beigefügten Karte tauchte Kerguelens Name nicht auf. Beides stieß außerhalb Frankreichs auf eine gewisse Verwunderung. Pagès’ Bericht wurde in den folgenden Jahren in mehrere Sprachen übersetzt. Kerguelens Werk hingegen wurde bereits im Mai des folgenden Jahres auf Anordnung des Königs verboten und blieb daher weitgehend unbekannt. Kerguelen bemühte sich weiterhin, aber letztlich vergeblich, um die Wiederaufnahme seines Verfahrens mit dem Ziel der Rehabilitierung.
Mit dem Aufziehen der französischen Revolution unterstützte Kerguelen deren Ideen. Dementsprechend schloss er sich 1790 in Quimper der Nationalgarde an. In der Folgezeit bemühte er sich verstärkt darum, wieder in die Kriegsmarine aufgenommen zu werden, zunächst aber ohne Erfolg. Sein Wunsch sollte erst Anfang 1793 in Erfüllung gehen.

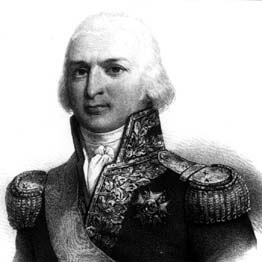
Vizeadmiral Morard de Galles

Als Folge der Revolution waren, wenngleich in geringerem Maße als bei den Landtruppen, auch bei der französischen Kriegsmarine etliche Offiziere adliger Abstammung entweder desertiert und geflohen oder wegen Unzuverlässigkeit entlassen worden. Den Nachfolgern mangelte es oftmals an Ausbildung und Erfahrung. Stellte das zu Beginn des Ersten Koalitionskrieges 1792 noch kein großes Problem dar, weil es sich bei den ersten Gegnern vornehmlich um Landmächte handelte, so änderte sich dies zu Anfang des folgenden Jahres. Die Hinrichtung des ehemaligen Königs Ludwig XVI. im Januar 1793 führte indirekt zum Kriegsbeitritt weiterer Staaten. Hierunter waren nun auch ausgewiesene Seemächte, so Großbritannien, dem Frankreich im Februar den Krieg erklärte. Aufgrund dieser für ihn günstigen Fügung wurde Kerguelen, der, wegen seiner Vorgeschichte, ohnehin nicht als Teil, sondern als Opfer des Ancien Régime angesehen wurde, nun doch wieder in die Marine aufgenommen und noch im Mai desselben Jahres zum Konteradmiral befördert. Kerguelen wurde dem Geschwader von Vizeadmiral Morard de Galles in Brest zugeteilt. De Galles hatte sich, obwohl ebenfalls adliger Herkunft, bereit erklärt, auch unter der neuen Regierung zu dienen, und war, mit über drei Jahrzehnten Erfahrung auf See, auch damit beauftragt worden, die republikanische Marine neu zu strukturieren.
Während des Frühjahres und des Sommers sammelte sich de Galles' Flotte, darunter auch Kerguelen, an Bord des Linienschiffes Auguste, sukzessive vor der Halbinsel Quiberon. Ihre Aufgabe war es, eine vermutete Landung royalistischer Truppen zu verhindern. Außerdem sollte sie dafür sorgen, dass Nahrungsmitteltransporte von jenseits des Atlantiks, welche im Konvoi den Ozean überquert hatten, auch sicher französische Häfen erreichen konnten. Frankreich war damals stark von Getreidelieferungen vor allem aus den USA abhängig. Die Royal Navy wiederum hatte den Auftrag, ebendiese zu verhindern und eine verhängte Seeblockade durchzusetzen. Das Einsatzgebiet der französischen Schiffe lag zwischen der Belle-Île und der Île de Groix. Obwohl eine Flotte britischer Schiffe unter Lord Howe ebenfalls vor der französischen Küste operierte, kam es zu keinen größeren Zwischenfällen.
Im Laufe des Spätsommers machte sich unter den Mannschaften der französischen Schiffe Unmut breit. Die erzwungene Untätigkeit, mangelhafte Ausrüstung der Matrosen, die Verpflegung, die, obwohl die Heimatküste ständig in Sichtweite war, primär aus eingesalzenen Lebensmitteln bestand, was zur Ausbreitung von Skorbut führte – eine Meuterei stand kurz vor dem Ausbruch. Um dies zu vermeiden, einigten sich Vertreter der Mannschaften sowie die kommandierenden Offiziere Ende September darauf, wieder in den Heimathafen zurückzukehren. Am 29. gingen die Schiffe in Brest vor Anker.

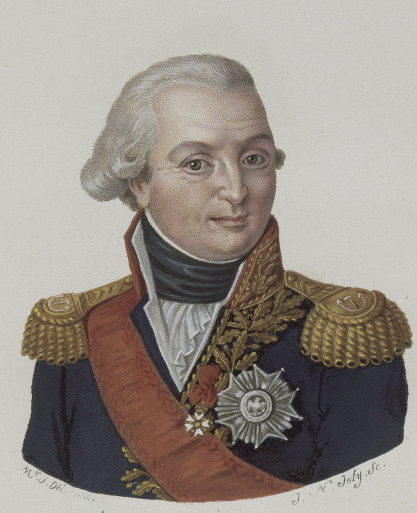
Vizeadmiral Villaret-Joyeuse

In dieser Phase der französischen Revolution hatte die junge Republik mit inneren Gegnern und Problemen zu kämpfen: Königstreue und Girondisten hatten kurz zuvor den Kriegshafen Toulon an die Briten ausgeliefert; eine Wirtschaftskrise mit stark gestiegenen Preisen für Lebensmittel und Güter des täglichen Bedarfs hatten zu den Maximumgesetzen geführt; der Aufstand der Vendée war in vollem Gange. Das Jahr der Terrorherrschaft hatte begonnen. Vor diesem Hintergrund wurde Morard de Galles seiner Position enthoben, diejenigen Offiziere und Seeleute inhaftiert, die man für unzuverlässig hielt und für die Ereignisse von Quiberon verantwortlich machte. Einige wurden vor das Revolutionstribunal zitiert und anschließend hingerichtet, andere strafversetzt. Auch Kerguelen saß zeitweise im Gefängnis. Mit dazu bei trug insbesondere der Umstand, dass er sich mit Jeanbon St. André, der mit der Reorganisation der Militärhäfen in Brest und Cherbourg im Allgemeinen und der Untersuchung der Vorkommnisse von Quiberon im Besonderen beauftragt worden war, über den Inhalt des Abschlussberichts sowie die zu treffenden Maßnahmen uneins war. Kerguelen überstand diese Zeit aber unbeschadet und kehrte auf seinen Posten bei der Marine zurück, nun unter Morard de Galles' Nachfolger, Vizeadmiral Villaret-Joyeuse. Dieser hatte seine Stellung im November 1793 unter anderem deswegen erhalten, weil sein Schiff eines der wenigen war, auf dem vor Quiberon keine Ansätze einer Meuterei stattgefunden hatten.
Ende 1794 war geplant, dass Kerguelen mit einer Flotte mit 6000 Soldaten zur Île de France (Mauritius) segeln sollte, um die Insel in einen verteidigungsfähigen Zustand zu versetzen. Dieses Vorhaben wurde dann aber, zugunsten des Wiederaufbaus einer Flotte im mittlerweile zurückeroberten Hafen von Toulon, bis auf Weiteres verschoben. Kerguelen nahm noch an verschiedenen Operationen des Jahres 1795 teil, ohne dabei nachhaltigen Eindruck zu hinterlassen. Nach einer Reorganisation der Führungsebene in Brest wurde er 1796 in den Ruhestand versetzt.
Ebenfalls 1796 veröffentlichte Kerguelen noch ein zweiteiliges Werk, welches er dem Direktorium zukommen ließ. In diesem behandelte er zum einen die Geschichte des als Folge des Eintritts Frankreichs in den Amerikanischen Unabhängigkeitskrieg geführten Seekriegs gegen Großbritannien zwischen 1778 und 1783. Der zweite Teil beschäftigte sich mit den Ereignissen seit 1793. In diesem kritisierte er einerseits Entscheidungen der Admiralität in diesen Jahren, gab aber gleichzeitig auch Empfehlungen, wie die französische Marine zu alter Stärke zurückfinden und den Krieg gewinnen könne. Da er hierbei Überlegungen anstellte, wie denn eine Landung in England am besten zu bewerkstelligen wäre, erregte er mit seinen Vorschlägen auch Beachtung im Ausland.
Kerguelen war mit seiner Verabschiedung nicht einverstanden und versuchte, erneut in den aktiven Dienst aufgenommen zu werden. Noch im Laufe dieser Bemühungen verstarb er, nach kurzer, schwerer Krankheit, am 3. März 1797 in Paris.

## Namensgebung der Inselgruppe

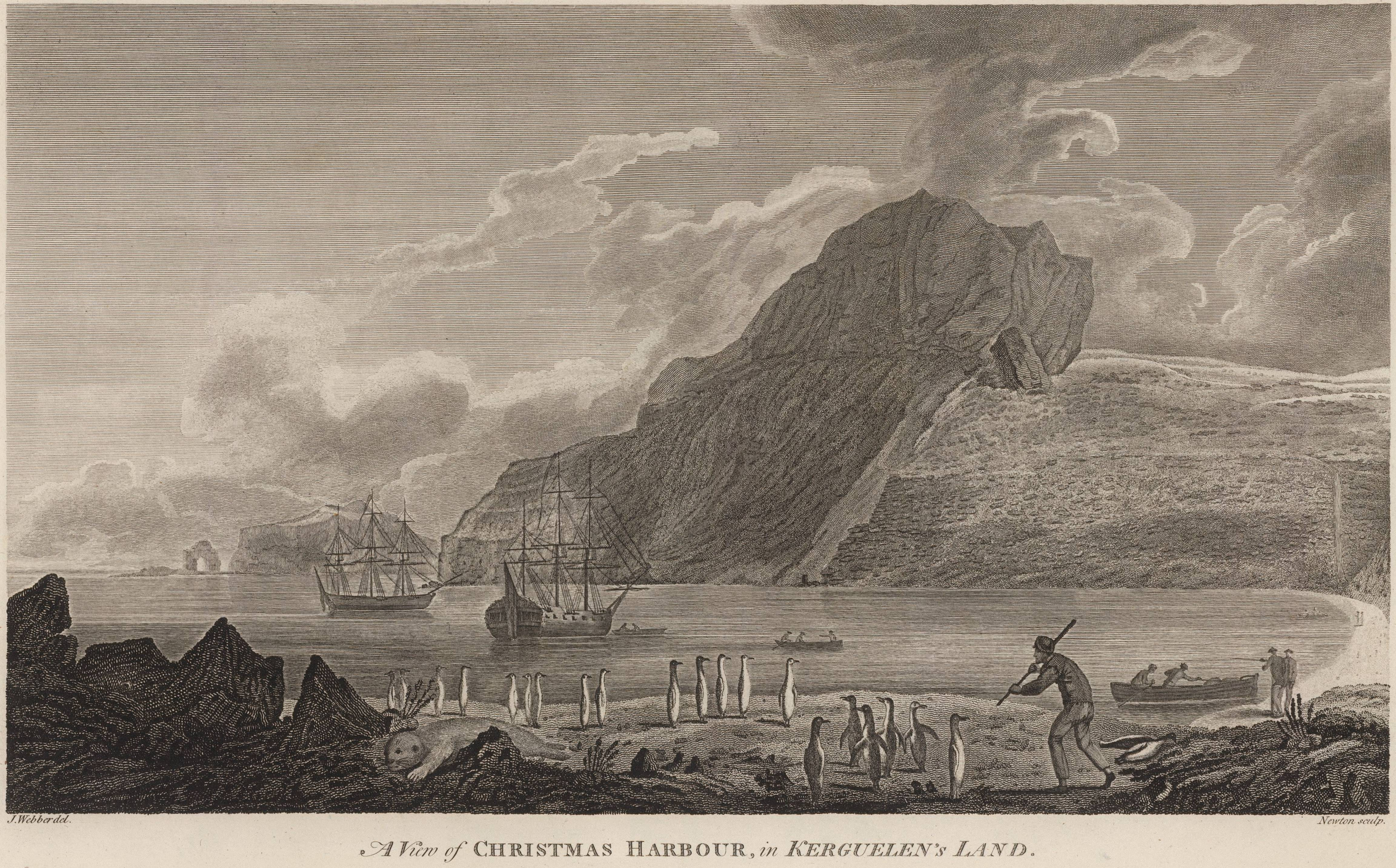
Cooks Expedition in Christmas Harbour, Stich nach John Webber

Bereits im November 1772 erhielt James Cook auf der Hinreise zu seiner zweiten Weltumsegelung bei einem Aufenthalt in der Kapkolonie vom dortigen Gouverneur Joachim van Plettenberg eine erste Information über Kerguelens Entdeckung. Da die Angabe „südliche Breite 48°, gleicher Meridian wie Mauritius“ nicht nur sehr spärlich, sondern insbesondere in Bezug auf den Längengrad auch noch falsch war, gelang es Cook bei der Weiterfahrt nicht, die Inseln aufzusuchen. Auf der Rückreise traf er im März 1775, ebenfalls am Kap, auf Jules Crozet, der die Südseeexpedition von Marion du Fresne, nach dessen Tod auf Neuseeland, sicher nach Mauritius zurückgebracht hatte. Er übergab Cook eine Karte, auf der sowohl die Entdeckungen seiner eigenen als auch die von Kerguelens erster Fahrt enthalten waren.
Für seine dritte Weltumsegelung erhielt Cook nun den expliziten Auftrag des britischen Königs, jene von den Franzosen entdeckten Inseln aufzusuchen. Etwa einen Monat nach seiner Abreise hatte Cook das Glück, auf seiner ersten Zwischenstation im August 1776 in Santa Cruz auf Teneriffa auf Jean-Charles de Borda zu treffen. Zur Besatzung von Bordas Schiff Boussole gehörte auch ein Steuermann, der Kerguelens zweite Fahrt mitgemacht hatte. Dieser konnte genauere Angaben zur Lage der Felseninsel Rendez-Vous geben, und so gelang es Cook an Heiligabend 1776, die Inselgruppe ausfindig zu machen. Allerdings hatte ihn weder Crozet, Borda noch der Steuermann darüber informiert, dass Kerguelen noch eine zweite Reise zu den Inseln unternommen und dabei auch die von Cook nun ebenfalls aufgesuchte Nordküste besucht hatte. In Unkenntnis dieser Fahrt versah Cook bei seinen Küstenaufnahmen die entsprechenden Abschnitte mit eigenen Bezeichnungen. Die Bucht, welche auch Rosnevet drei Jahre zuvor zum Landen genutzt und die er als Baie de L’Oiseau bezeichnet hatte, erhielt von Cook aus aktuellem Anlass den Namen Christmas Harbour.
Am 27. Dezember entdeckte ein Mitglied von Cooks Mannschaft dann aber jene Urkunde, die Rochegude in der Bucht in einer Flasche zurückgelassen hatte. Cook ergänzte diese mit einem weiteren Eintrag zu seinem eigenen Besuch, versiegelte sie und hinterlegte sie wieder. In der Gewissheit, dass dieses die Insel war, welche Kerguelen vor ihm entdeckt hatte, gab er ihr dessen Namen, um ihm den Ruhm der Erstentdeckung nicht zu nehmen. Cook merkte aber in seinem Expeditionsbericht gleichzeitig an, dass er sie ebenso gut, wegen ihrer Unfruchtbarkeit, hätte Island of Desolation, Insel der Trostlosigkeit, nennen können.

“… which, from its sterility, I should, with great propriety, call the Island of Desolation, but that I would not rob Monsieur de Kerguelen of the honour of its bearing his name.”

„… die ich wegen ihrer Unfruchtbarkeit mit großem Anstand die Insel der Verwüstung nennen würde, aber Monsieur de Kerguelen nicht der Ehre berauben würde, seinen Namen zu tragen.“

## Werke

### Originale Werke
- Relation d’un voyage dans la mer du Nord en 1767-68. Amsterdam und Leipzig, 1772. Digitalisat bei Google Books (französisch).
- Relation de deux voyages dans les mers australes et les Indes, faits en 1771, 1772, 1773 et 1774. Paris 1782. Als Digitalisat verfügbar auf der Website der Bayerischen Staatsbibliothek (französisch).
- Mémoire sur la Marine, adressé à l’Assemblée nationale. Imprimerie de Léonard Danel, 1789. Digitalisat bei Gallica (französisch).
- Relation des combats et des événements de la guerre maritime de 1778 entre la France et l’Angleterre, mêlée de réflexions sur les manœuvres des généraux : précédée d’une adresse aux marins. sur la disposition des vaisseaux pour le combat: et terminée par un précis de la guerre présente, des causes de la destruction de la marine, et des moyens de la rétablir. Paris 1796. Als Digitalisat verfügbar auf der Website der Bayerischen Staatsbibliothek und bei Gallica (französisch).

### Übersetzungen in die deutsche Sprache
- Des Herrn de Kerguelen Tremarec Beschreibung seiner Reise nach der Nordsee, die er in den Jahren 1767 und 1768 an die Küsten von Island, Grönland, Färoer, Shetland, der Orkneys und Norwegen gethan. Veröffentlicht als einundzwanzigster und letzter Band von „Allgemeine Historie der Reisen zu Wasser und Lande, oder Sammlung aller Reisebeschreibungen“. Leipzig, 1774. Digitalisat bei der Open Library.